# FK Megasport Almaty
Maillots
Le Megasport Almaty Fýtbol Klýby (en kazakh : Мегаспорт Алматы Футбол Клубы), plus couramment abrégé en Megasport Almaty, est un ancien club kazakh de football fondé en 2005 et disparu en 2008, et basé dans la ville d'Almaty.
Membre du Championnat du Kazakhstan de football, le club fusionne au début de l'année 2009 avec le FC Almaty pour former le Lokomotiv Astana.

## Bilan sportif

### Palmarès
| Compétitions nationales                                  |
| -------------------------------------------------------- |
| - Championnat du Kazakhstan D2 : - Vice-champion : 2007. |

### Bilan par saison
| Saison | Championnat | Championnat | Championnat | Championnat | Championnat | Championnat | Championnat | Championnat | Championnat | Championnat | Coupe du Kazakhstan |
| Saison | Division    | Pos         | Pts         | J           | V           | N           | D           | BP          | BC          | Diff        | Coupe du Kazakhstan |
| ------ | ----------- | ----------- | ----------- | ----------- | ----------- | ----------- | ----------- | ----------- | ----------- | ----------- | ------------------- |
| 2007   | 2e          | 2e          | 69          | 25          | 22          | 3           | 0           | 93          | 11          | +82         | Quarts de finale    |
| 2008   | 1re         | 5e          | 42          | 30          | 12          | 6           | 12          | 33          | 38          | -5          | Huitièmes de finale |

Légende
- Promotion en division supérieure

## Entraîneurs du club
- Vladimir Gouliamkhaïdarov

## Ancien logo

Ancien logo